# Emory Kristof
Emory Kristof (Laurel, 19 novembre 1942 – Northfield, 6 febbraio 2023) è stato un fotografo statunitense specializzato in fotografia subacquea ad alta tecnologia.

## Biografia
Studiò giornalismo all'Università del Maryland, dove si laureò nel 1964. Entrò in seguito a far parte dello staff del National Geographic: dal 1964 al 1994 scrisse 39 articoli.
Venuto in contatto con Bates Littlehales e Luis Marden sperimentò nel 1976 la sua apparecchiatura subacquea per una ricerca del mostro di Loch Ness; questa non ebbe successo, ma Kristof inventò un sistema di scatto sensibile al movimento utilizzato in seguito nel 1977 e nel 1979 per una serie di fotografie nell'Oceano Pacifico che resero possibile la scoperta di alcune nuove specie marine. Sempre Kristof fu, nel 1991, il fotografo a realizzare un primo reportage del Titanic (la cui posizione era stata scoperta 6 anni prima) a 4000 metri di profondità, alloggiando all'interno di un sommergibile russo per grandi profondità, il MIR I, e usando appositi proiettori.